# Mondongo (artistas)
Mondongo es un grupo de  artistas argentinos integrado originalmente por Agustina Picasso, Juliana Laffitte y Manuel Mendanha.
 Agustina Picasso se radicó en Estados Unidos en 2008 y no participa de la sociedad desde entonces.
Mondongo trabaja desde 1999 haciendo cuadros cuyo sello distintivo es el material. Algunas de sus series más conocidas son la Serie roja y la Serie negra. La primera es una relectura del clásico de Charles Perrault, Caperucita Roja, hecha con plastilina. También hicieron sus autorretratos y la imagen de la Casa Blanca hechos con fiambres ahumados, una flor de loto hecha con 300 mil palillos y una ola y la imagen de un parto hechas con espejitos de colores.
En el 2004 Mondongo realizó por encargo de la familia real española los retratos de sus miembros. En el 2005 exhibieron un gigante billete de dólar hecho con clavos y un tejido de hilos plateados sobre una base negra. Durante el 2006 realizaron una serie de retratos de personalidades argentinas: Diego Maradona hecho con cadenitas de oro
, el Che Guevara con balas, Jorge Luis Borges con hilo, Atahualpa Yupanqui con lana, Carlos Gardel con alfileres y Eva Perón con panes, entre muchos otros. Expusieron en Los Ángeles, en ARCO (Madrid) y en la Bienal de Valencia.
La relación entre la obra y el material con que se lleva a cabo siempre es importante para ellos aunque a veces sea más obvia en algunos casos que en otros. El nombre del grupo juega un poco con esa idea de la comida: el mondongo es un  plato muy popular en Argentina y con diversos ingredientes. Algunos de sus principios son la idea de trabajo sostenido en grupo y hacer de su arte algo masivo.

## Galería

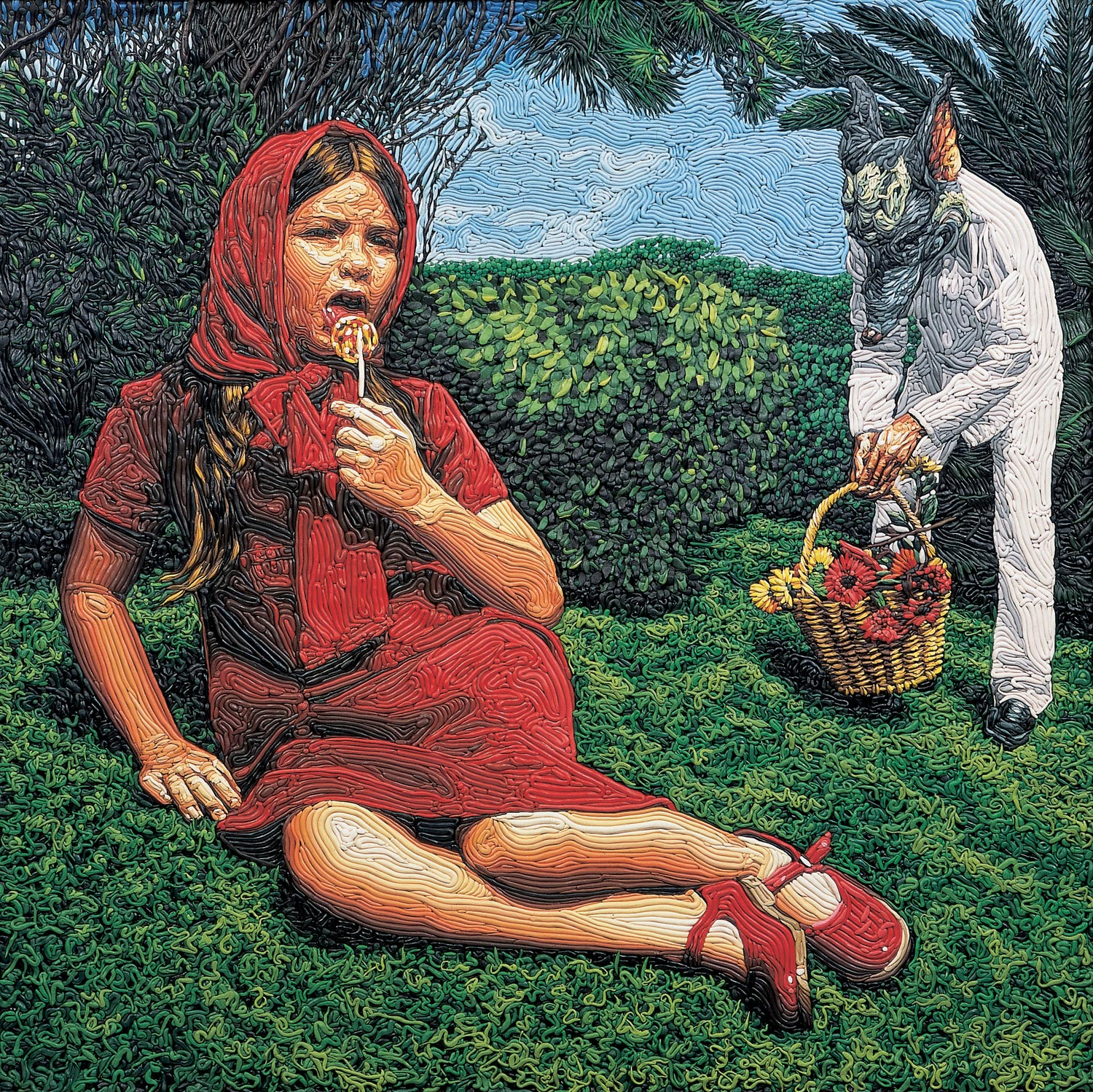
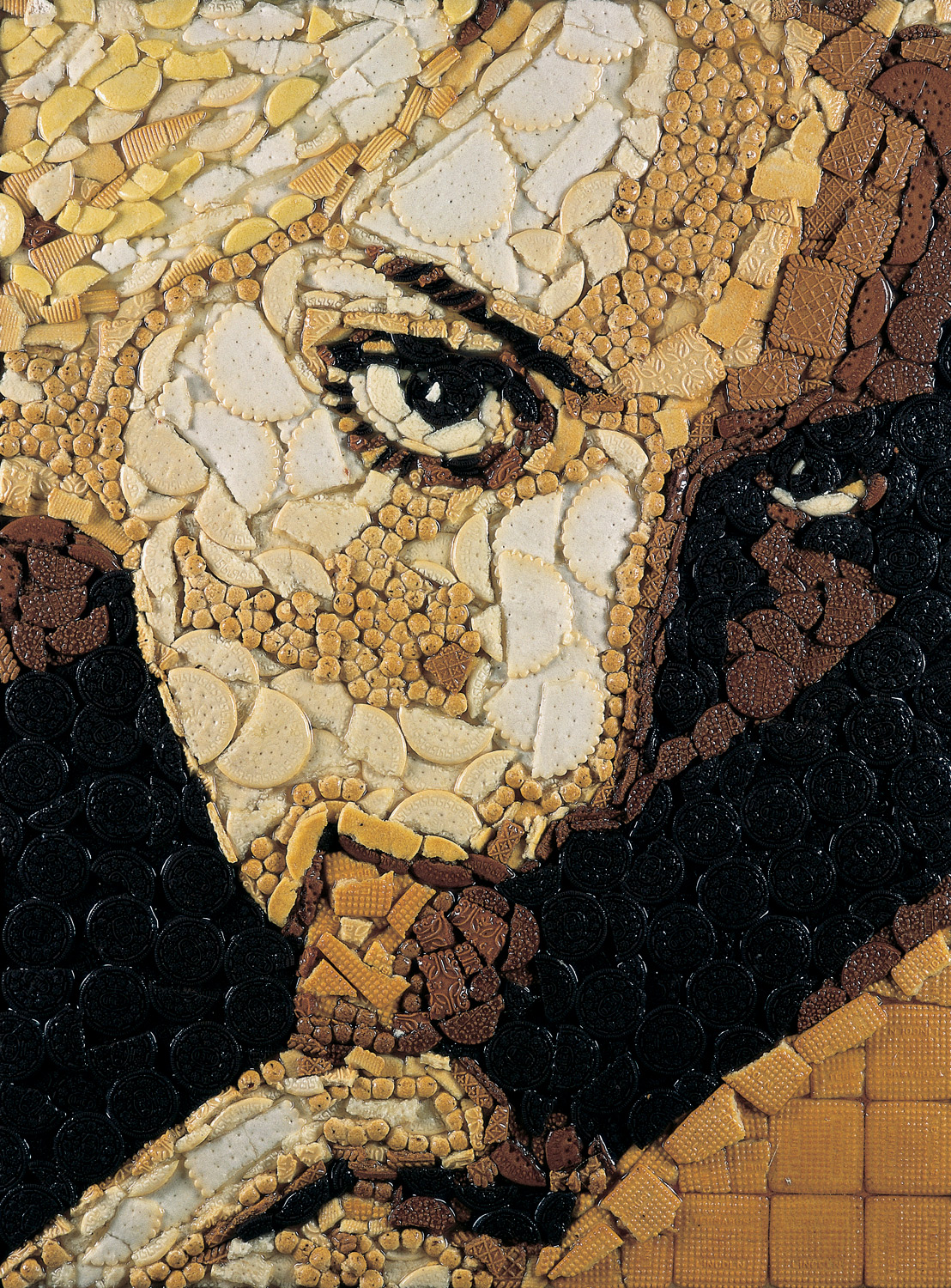
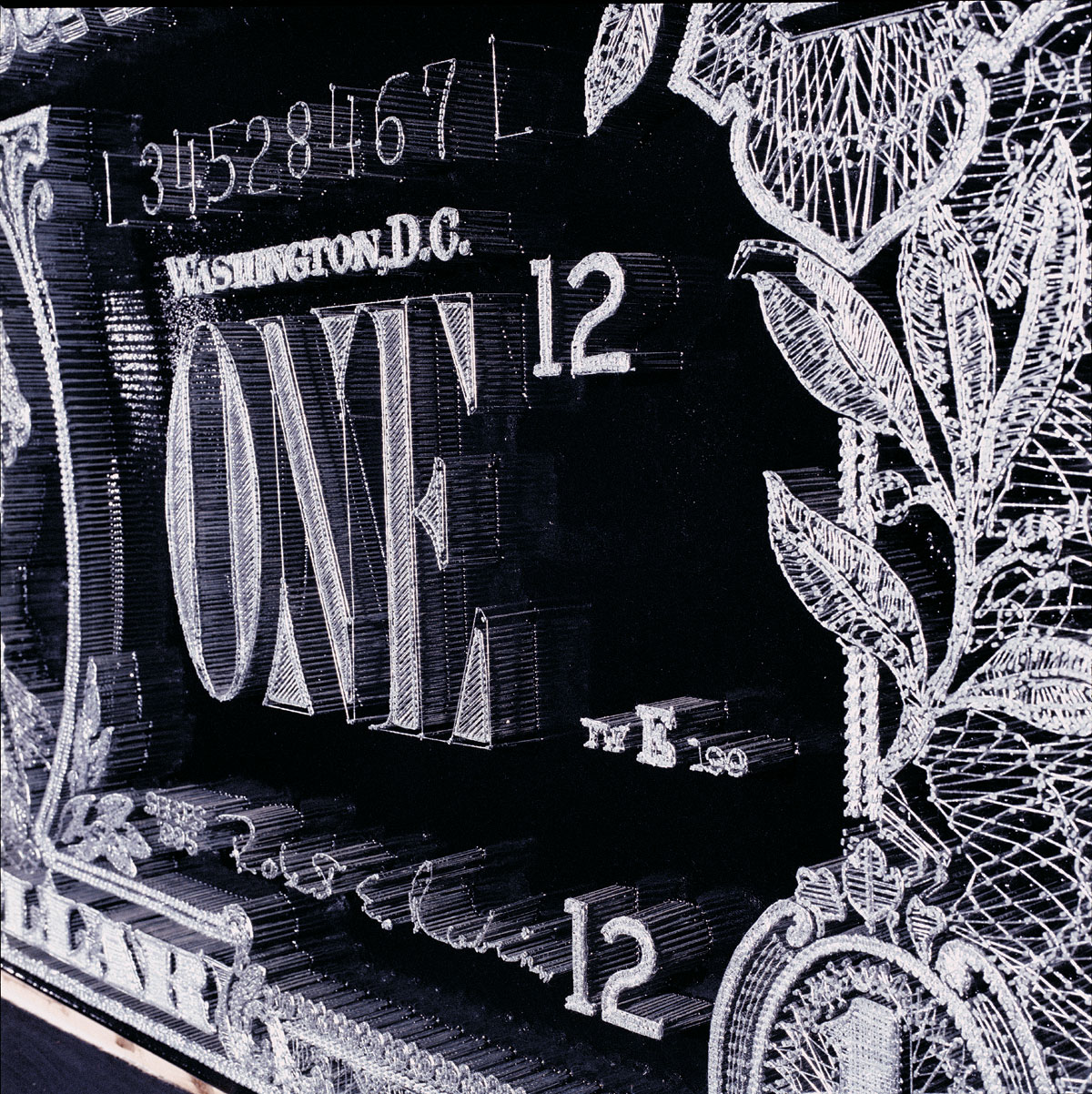
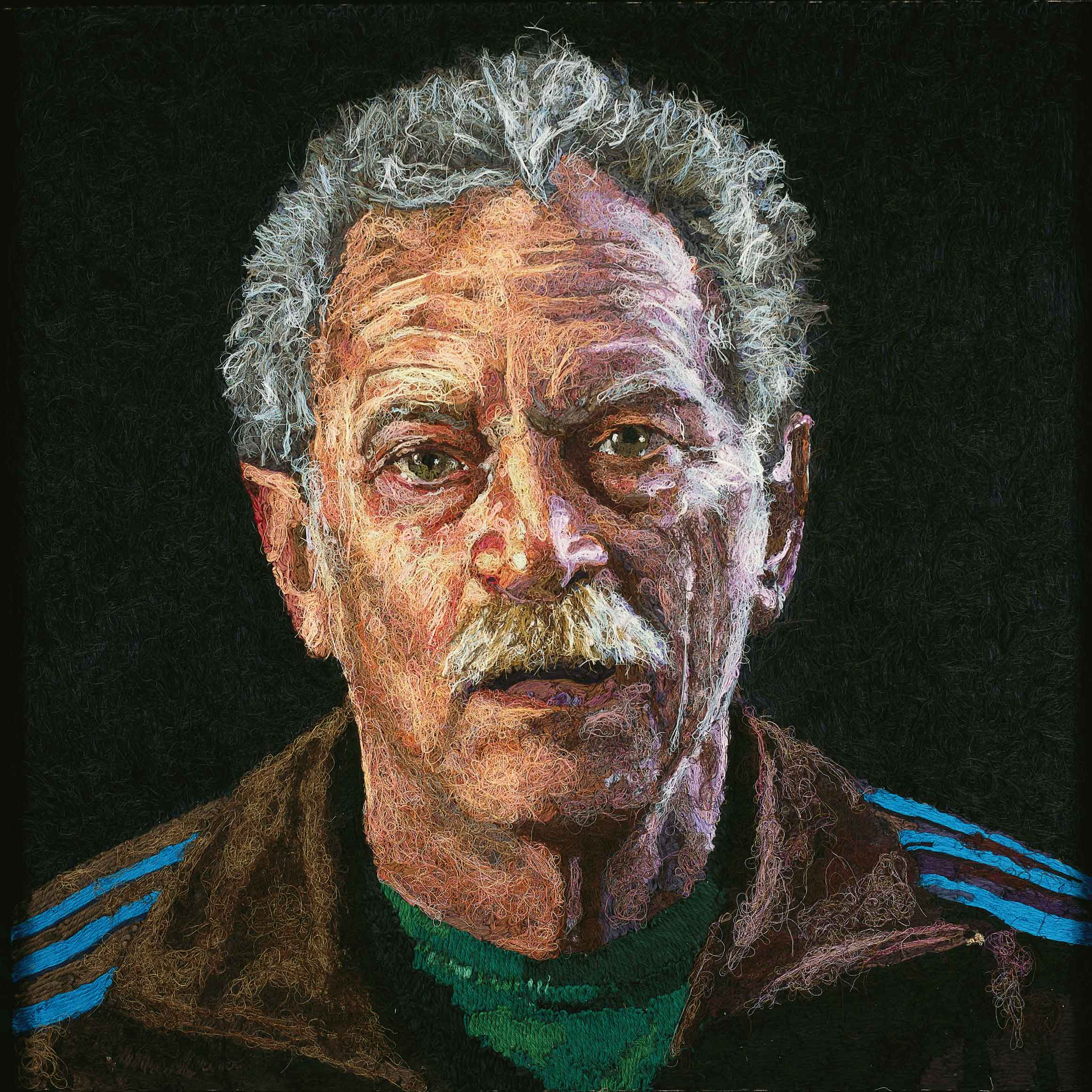